# 美しいひと
『美しいひと』（うつくしいひと、La Belle Personne）は、クリストフ・オノレ監督による2008年のフランスの青春恋愛映画。ラファイエット夫人による17世紀末の小説『クレーヴの奥方』を、現代（映画公開当時）のフランスの高校を舞台に翻案している。
日本では劇場未公開であるが、2009年のフランス映画祭で『美しい人』の題名で上映され、『美しいひと』としてDVDが発売されている。

## ストーリー
ジュニーは、母をなくして従兄弟のマチアスの一家のもとに身を寄せ、パリの高校（リセ）に転校してくる。マチアスの仲間達が好意を示す中で、ジュニーはおとなしいオットーを相手に選ぶ。イタリア語の教師ヌムールは同僚や生徒と交際していたが、担当になりジュニーに一目惚れする。ジュニーとヌムールが廊下で抱き合っている（実際にはジュニーはそれ以上を拒否していた）と知らされたオットーは校舎から飛び降りる。ヌムールは交際関係を整理し、休職してジュニーに求愛する。ジュニーは愛が失われることを恐れて拒否し、パリを離れる。

## キャスト
- ヌムール (Nemours) - ルイ・ガレル
- ジュニー (Junie) - レア・セドゥ
- オットー (Otto) - グレゴワール・ルプランス＝ランゲ（フランス語版）
- マチアス (Matthias) - エステバン・カルバジャル・アレグリア（フランス語版）
- カトリーヌ (Catherine) - アナイス・ドゥムースティエ
- カフェの女性客 - キアラ・マストロヤンニ（カメオ出演）
- 高校生 - ガブリエル・アタル（カメオ出演）

## 受賞・映画祭ノミネート

### 受賞
- ナミュール国際フランス語圏映画祭（2008年）
最優秀女優賞：レア・セドゥ

### ノミネート・出品
- サン・セバスティアン国際映画祭（2008年）：出品作
- ロンドン映画祭（2008年）：公式選定作品
- フランス映画祭（2009年）：長篇映画部門
- ナミュール国際フランス語圏映画祭（2008年）：出品作
- 香港シネパノラマ（2008年）：Gala Premières
- セザール賞（2009年）
最優秀脚本賞：クリストフ・オノレ、Gilles Taurand
最優秀新人女優賞：レア・セドゥ
最優秀新人男優賞：グレゴワール・ルプランス＝ランゲ

## 撮影
撮影は2007年12月27日から2008年1月30日までの1ヶ月間にわたってパリの16区にあるリセ・モリエール (lycée Molière) などでおこなわれた。パリの屋外、路上での撮影も多い。

## 背景
- 『ジョルジュ・バタイユ　ママン』『パリの中で』に続くオノレ監督3部作の最後で、パリ、若者、冬、ミュージカルシーンが共通する[2][3]。パリの冬は靄がかかっていて灰色の町並で、俳優とのコントラストが美しいと述べている[3]。
- サルコジが2007年フランス大統領選挙で「『クレーヴの奥方』を学校で教えるのはばかげている」と演説したのに異を唱え、現代に時代を移して作られた[2][4][5]。
- ジュニーの名前は作中でオットーが触れているが、ラシーヌの『ブリタニキュス』に登場する巫女の名前が由来である。理想の愛を探すところが呼応しているため選んだという[5]。一方のヌムールは原作の公爵と同じである。